# 忌部色夫知
忌部 色夫知（いんべ/いみべ/いむべ の しこぶち/しこふち）は、飛鳥時代の人物。名は色弗、色布知とも記される。姓は首、のち連、宿禰。位階は正五位上、贈従四位上。
672年の壬申の乱で大海人皇子（天武天皇）の側についた。690年に持統天皇が即位する儀式で神璽の剣と鏡を差し出す役を務めた。

## 経歴
『日本書紀』の壬申の乱のくだりに兄・子人の活動が記されるものの、色夫知の名は見えないが、死亡記事から色夫知も何かの活躍をしたことが知れる。
天武天皇9年（680年）忌部首（忌部子人）に連姓が与えられた。首は弟の色弗と共に喜び、天皇を拝した。天武天皇13年（684年）八色の姓の制定に伴い、忌部連など連姓の50氏族が宿禰姓を与えられた
持統天皇4年（690年）皇后として称制していた鸕野讚良皇女が即位した（持統天皇）際、物部麻呂（石上麻呂）が大盾をたて、中臣大島が天神寿詞を読み、その後に忌部色夫知が神璽の剣と鏡を上奏した。
大宝元年（701年）6月2日卒去。最終位階は正五位上であった。詔があって、壬申の乱における功労により従四位上の贈位がなされた。